# Dziękuję za miłość
Dziękuję za miłość – autorska płyta Janusza Radka wydana przez Magic Records. Jej premiera miała miejsce 26 października 2007.
Autorem muzyki oraz większości tekstów jest Janusz Radek, kilka jest autorstwa Haliny Poświatowskiej. Produkcja muzyczna – Mateusz Pospieszalski.
Płyta uzyskała status złotej.

## Lista utworów
1. „Dobro” (muzyka: Janusz Radek i Mateusz Pospieszalski, tekst: Halina Poświatowska)
2. „Kiedy u...kochanie” (muzyka: Janusz Radek, tekst: Halina Poświatowska)
3. „Całowanie wody” (muzyka i tekst: Janusz Radek)
4. „Czekam wytrwale” (muzyka: Janusz Radek, tekst: Halina Poświatowska)
5. „Rozmowa o...” (muzyka i tekst: Janusz Radek)
6. „Jeszcze raz” (muzyka i tekst: Janusz Radek)
7. „Malowany chłopak” (muzyka i tekst: Janusz Radek)
8. „Sheila” (muzyka: Janusz Radek i Mateusz Pospieszalski, tekst: Halina Poświatowska)
9. „Zupełna pustka” (muzyka i tekst: Janusz Radek)
10. „Płaczesz kochana” (muzyka i tekst: Janusz Radek)
11. „Odjeżdżam” (muzyka i tekst: Janusz Radek)
12. „Kiedy przypłynie czas” (muzyka i tekst: Janusz Radek)
13. „Dziękuję za miłość” (muzyka i tekst: Janusz Radek)

## Sprzedaż
| Oficjalna Lista Sprzedaży OLiS |    |    |    |    |    |    |    |    |    |    |    |    |    |    |    |    |    |    |    |    |    |    |    |    |    |
| Tydzień                        | 01 | 02 | 03 | 04 | 05 | 06 | 07 | 08 | 09 | 10 | 11 | 12 | 13 | 14 | 15 | 16 | 17 | 18 | 19 | 20 | 21 | 22 | 23 | 24 | 25 |
| Pozycja                        | 33 | 11 | 9  | 13 | 17 | 23 | 25 | 34 | 33 | –  | 48 | –  | –  | –  | –  | –  | –  | 41 | 35 | 36 | 41 | 47 | –  | –  | –  |
| Tydzień                        | 26 | 27 | 28 | 29 | 30 | 31 | 32 | 33 | 34 | 35 | 36 | 37 | 38 | 39 | 40 | 41 | 42 | 43 | 44 | 45 | 46 | 47 | 48 | 49 | 50 |
| Pozycja                        | –  | –  | –  | –  | –  | –  | –  | –  | 32 | –  | –  | –  | –  |    |    |    |    |    |    |    |    |    |    |    |    |